# José de Figueroa
José de Figueroa y Alonso-Martínez (født 24. december 1897 i Madrid, død 20. oktober 1920) var en spansk polospiller, som deltog i OL 1920 i Antwerpen.
Han deltog sammen med sin bror, Álvaro de Figueroa, Leopoldo Saínz de la Maza samt brødrene Hernando og Jacobo Fitz-James for Spanien i polo ved OL 1920. Kun fire nationer deltog, så første kamp var samtidig semifinale. Her vandt spanierne 13-3 over USA (her spillede Álvaro de Figueroa ikke), mens finalen stod mod Storbritannien, der vandt en tæt kamp 13-11 (her sad José de Figueroa over).
José de Figueroa var søn af Álvaro de Figueroa, greve af Romanones, der flere gange i 1910'erne var premierminister i Spanien og nevø til Gonzalo, markis af Villamejor, der ligeledes var politiker samt medlem af en internationale olympiske komité 1902-1921 og præsident for den spanske olympiske komité fra 1909. José de Figueroa blev dræbt under Rifkrigen kort efter OL.